# Centromerus dubius
Centromerus dubius är en spindelart som först beskrevs av Kulczynski 1926.  Centromerus dubius ingår i släktet Centromerus och familjen täckvävarspindlar. Inga underarter finns listade i Catalogue of Life.